# Gone Away
«Gone Away» es una canción de la banda estadounidense de punk rock The Offspring. Es la canción número siete en su cuarto disco de estudio Ixnay on the Hombre, publicado en 1997, y fue lanzada como el segundo sencillo del álbum. "Gone Away" también aparece como la sexta canción en su álbum recopilatorio Greatest Hits, que fue lanzado en 2005. La canción fue escrita por el vocalista Dexter Holland, después de haber vivido una experiencia cercana a la muerte en un tiroteo en el que se vio inmerso junto con su mujer. No obstante, la leyenda urbana tras ella es que la escribió después de perder a su novia en un accidente automovilístico. Una versión para piano de la canción aparecerá como la undécima pista de su décimo álbum de estudio del grupo, Let the Bad Times Roll (2021).
"Gone Away" se convirtió en la primera canción de The Offspring en alcanzar el número uno en la lista de Hot Mainstream Rock Tracks, mientras que llegó a estar número cuatro en la lista de Hot Modern Rock Tracks. A lo largo del 2009, Dexter Holland ha tocado en varios conciertos "Gone Away" en el piano mientras estaban de gira por Europa y por los Estados Unidos.
Dos de las canciones de este sencillo ("D.U.I." y "Hey Joe") aparece en el álbum recopilatorio japonés Happy Hour!, que fue publicado en el 2010.

## Listado de canciones
| Edición en CD y en vinilo |                                    |          |  |
| N.º                       | Título                             | Duración |  |
| 1.                        | «Gone Away»                        | 4:27     |  |
| 2.                        | «Cool to Hate»                     | 2:46     |  |
| 3.                        | «D.U.I.»                           | 2:27     |  |
| 4.                        | «Hey Joe» (Cover de Billy Roberts) | 2:37     |  |
| Duración total: 12:17     |                                    |          |  |

## Videoclip

### Apariciones en DVD
El video musical también aparece en el DVD llamado "Complete Music Video Collection", que fue lanzado en 2005. También aparece en del DVD de Americana, publicado en 1999. El DVD también contiene una versión guion gráfico del videoclip.

## Listas y certificaciones
El sencillo alcanzó el oro en Australia, vendiendo 35 000 copias. Fue el primer sencillo lanzado por The Offspring que ganó un disco de oro en cualquier país.

### Posiciones en las listas
| Listas (1997)                                | Posición |
| -------------------------------------------- | -------- |
| Alemania (German Singles Chart)              | 89       |
| Australian ARIA Singles Chart                | 16       |
| Canadian RPM Singles Chart                   | 28       |
| Canadian RPM Alternative 30                  | 6        |
| Dutch Singles Chart                          | 93       |
| EE. UU. Billboard Hot 100 Airplay            | 50       |
| EE. UU. Billboard Hot Mainstream Rock Tracks | 1        |
| EE. UU. Billboard Hot Modern Rock Tracks     | 4        |
| New Zealand Singles Chart                    | 35       |
| UK Singles Chart                             | 42       |

| Listas (1997)            | Posición |
| ------------------------ | -------- |
| Australian Singles Chart | 86       |

| País      | Certificación | Fecha | Ventas |
| --------- | ------------- | ----- | ------ |
| Australia | Oro           | 1997  | 35 000 |

### Sucesión en listas
| Anterior: «Precious Declaration» de Collective Soul | Mainstream Rock Tracks — Sencillo número uno 10 de mayo de 1997 — 16 de mayo de 1997 | Siguiente: «Little White Lie» de Sammy Hagar |

## En la cultura popular
- Five Finger Death Punch versionó la canción en su disco recopilatorio A Decade of Destruction en 2017 y en su álbum And Justice for None en 2018. Alcanzaron el segundo puesto en la Billboard’s Mainstream Rock Airplay en abril de 2018.
- La banda "Nocturna" realizó un cover de esta canción.
- La canción está disponible como contenido descargable en la serie de videojuegos Rock Band desde el 7 de octubre de 2008.[12] Fue incluida en el primer pack de The Offspring junto con "Pretty Fly (for a White Guy)" y "Self Esteem".
- En un concierto en octubre del 2012, Dexter Holland cantó esta canción en un dueto con Emily Armstrong de Dead Sara.[13]

## Créditos
- Dexter Holland - Vocalista, guitarrista,
- Noodles - Guitarra, coros
- Greg K. - Bajo, coros
- Ron Welty - Batería